# Allart Gazet
Allart Gazet (1566-septiembre de 1626) fue un filólogo, escritor y benedictino francés.

## Biografía
Allart fue un filólogo y benedictino nacido en Arras, y era sobrino de Guillaume Gazet o Gazeus (1554-1612), historiador y eclesiástico nacido también en Arras, canónico de la iglesia colegial de San Pedro a Artois, dejando escritas Guillaume las siguientes obras: La Orden y el conjunto de obispos y arzobispos de Cambrai,.. Arras,. 1597, in-8º; La Orden de los obispos de Arras, Aarras, 1598; Tabla sagrada de la Galia Bélgica, los papas y todos los obispos de los Países Bajos, con los santos que se honoran en las diócesis, Biblioteca sagrada de los Países Bajos,..., Aarras, 1610, in-8º; Vidas de santos, con exhortaciones morales, Reims, 1615; Historia eclesiástica de los Países Bajos,.., Valeciennes, 1614, in-4º, Vida de Saint Waast, obispo de Arras, Valenciennes, 1622, Magdalis, tragedia sacra, 1589.
Allart era hermano de Angelin Gazet (1568-1653), jesuita y rector del colegio de Arras, de Valenciennes y Cambrai, quien publicó unos versos yambos y scazons, de estilo elegante y picante, Pia hilaria, Londini, 1657, poesías místicas, y de Nicolas Gazet, religioso de la observancia de San Francisco, profesor de teología, nacido en Arras, autor de <Crónica o institución primera de la religión de las Anunciadas,.., Arras, 1607, Historia sagrada de las dichas y las desgracias de Adán y Eva, Arras, 1661, y obras ascéticas cuya lista da Luke Wadding (1588-1657), historiador y biógrafo de la Orden de San Francisco, nacido en Waterford de una familia noble, autor de Scriptores ordinis minorum:..., Romae, 1650 (reeditada por Minerva, 1967) y de Supplementum et castigatio ad scriptores trium ordinum S. Francisci, Romae, 1806.
Allart profesó en la abadía de San Waast, fundada en 680 por Teoderico III, rey de Francia, con el requisito de que todos los monjes tenían que ser nobles y su número ciento veinte, introduciendo el abad Sazarrin (1539-1598) la reforma católica por la relajación de costumbres, retornando a su antiguo esplendor la abadía, desempeñando Allart con distinción diversos empleos de su Orden, y fue luego hecho preboste de San Miguel de Arras, muriendo en esta villa en septiembre de 1626.
Allart es principalmente conocido por la excelente edición que da de las obras de Juan Casiano (360-435), con correcciones y notas en la edición de 1617, primera edición en Duaci, B. Belleri, 1616, fundador de la secta de los semipelagianos quienes rechazaban recibir el dogma respecto de la Gracia y sin pecado original, siendo la herejía de Pelagio, según San Agustín, resumida en dos errores como son que negaba el pecado original y que negaba la existencia de toda gracia gratuita y todo acto y obra que detentaba por objeto la salvación, oponiéndose a esta doctrina Próspero de Aquitania en su obra De gratia Dei et libero arbitrio contra Collatorem, 2010, (Libert Froidmont (1587-1653), doctor en teología por la universidad de Lovaina, filósofo, matemático, físico, geólogo, y erudito en hebreo y griego, dejó escrita la obra Novus Proper contra novum Collatorem, París, 1647), y también Allart dejó otra obra, una recopilación de plegarias u oraciones, con sabias reflexiones sobre los oficios a la Santa Virgen María y sobre el culto que la Iglesia católica rinde a sus muertos.

## Obras
- De Officio seu horis B. Mariae Virginis collectanea disquisitio, omnibus religiosis eacterisque ecclesiaticis allisque divae virginis cultoribus perutilis, Arras, 1622.
- De Officio defuctorum, Arras, 1622.
- Ioannis Cassiani opera omnia cum commentariis Alardi Gazaei, coenobitae vedastini, Atrebati, 1628.
- Joannis Cassiani opera omnia cum amplissimis commentariis Alardi Gazaei in hac parisiensi editione, contra quam in lipsiensi, textui continenter ad majorem commoditatem lectoris subjacentibus. Accurante J.P. Migne, Lutetae Parisiorum, J.P. Migne editorem, 1846, 2 vols.